# Pommel

Heft van een zwaard uit de 17e eeuw. De pommel is de bal aan de bovenkant.

Een pommel is het tegenwicht aan het uiteinde van een heft van een zwaard of een mes. De naam komt voort uit de Latijnse benaming voor "kleine appel". Moderne wapens die in de schermkunst worden gebruikt hebben een pommel zodat een goede balans wordt verkregen. Op veel andere zwaarden zorgt het echter primair voor betere controle over het zwaard, aangezien de gebruiker hiermee een betere grip krijgt. Pommels werden ook gebruikt om mee te stoten als iemand te dichtbij kwam om het zwaard te gebruiken.